# Jazz (Ry Cooder)
Jazz è il settimo album di Ry Cooder, pubblicato dalla Warner Bros. Records nel 1978.

## Tracce
Lato A
1. Big Bad Bill Is Sweet William Now – 3:34 (Jack Yellen, Milton Ager)
2. Face to Face That I Shall Meet Him – 3:16 (Brano tradizionale, arrangiamenti di  Ry Cooder) – Brano strumentale
3. The Pearls / Tia Juana – 4:18 (Jelly Roll Morton) – Brano strumentale, adattamento musicale di Ry Cooder
4. The Dream – 5:03 (Jacky the Bear, Jess Pickett) – Brano strumentale
5. Happy Meeting in Glory – 3:13 (Brano tradizionale, adattamento musicale di Joseph Spence) – Brano strumentale

Lato B
1. In a Mist – 2:05 (Bix Beiderbecke) – Brano strumentale
2. Flashes – 2:17 (Bix Beiderbecke) – Brano strumentale
3. Davenport Blues – 2:01 (Bix Beiderbecke) – Brano strumentale
4. Shine – 3:43 (Cecil Mack, Ford Dabney)
5. Nobody – 5:07 (Bert Williams)
6. We Shall Be Happy – 3:13 (Brano tradizionale, adattamento musicale di Joseph Spence)

## Musicisti
- Ry Cooder - chitarra (brani : A1, A2, A3, A5, B1, B2, B3, B4, B5 & B6)
- Ry Cooder - chitarra bottleneck (brani : A1 & A4)
- Ry Cooder - arpa (brano : A3)
- Ry Cooder - mandolino (brano : A3)
- Ry Cooder - tiple (brano : A3)
- Ry Cooder - voce solista (brani : A1, B4 & B5)
- Joseph Byrd - conduttore musicale, arrangiamenti
- Bill Johnson - arrangiamenti
- David Lindley - mandobanjo (brano : A2)
- David Lindley - mandolino (brani : A5 & B6)
- Oscar Brashear - cornetta (brani : A2, A5 & B6)
- Mario Guarnieri - cornetta (brano : A1)
- Randy Aldcroft - trombone (brano : A1)
- George Bohanon  - trombone (brani : A5 & B6)
- George Bohanon - corno baritono (brano : A2)
- Arvey Pittel - sassofono alto (brano : A1, B1, B3 & B4)
- Bill Hood - sassofono basso (brano : A1)
- Pat Rizzo - sassofono alto (brano : A1)
- David Sherr  - clarinetto basso (brani : B1, B3 & B4)
- David Sherr - clarinetto (brano : B4)
- Arvey Pittel - clarinetto (brano : B4)
- Willie Schwartz - clarinetto (brano : B4)
- Red Callender  - tuba (brani : A2, A5 & B6)
- Earl Hines - pianoforte (brano : A4)
- John Rodby - pianoforte (brani : A1 & B4)
- Stuart Brotman - cimbalom (brani : A2, A5 & B6)
- Tom Collier - marimba (brano : A4)
- Tom Collier - vibrafono (brani : B1, B3 & B4)
- Barbara Starkey  - organo (brani : A2, A5 & B6)
- Chuck Domanico - contrabbasso (brano : A4)
- Chuck Berghofer - contrabbasso (brano : B4)
- Tom Pedrini - contrabbasso (brani : B1 & B3)
- Mark Stevens  - batteria (brani : A1, A2, A4, A5, B4 & B6)
- Bill Johnson  - accompagnamento vocale, coro (brani : B4 & B5)
- Cliff Givens  - accompagnamento vocale, coro (brani : B4 & B5)
- Jimmy Adams  - accompagnamento vocale, coro (brani : B4 & B5)
- Simon Pico Payne  - accompagnamento vocale, coro (brani : B4 & B5)